# 2007-es wimbledoni teniszbajnokság

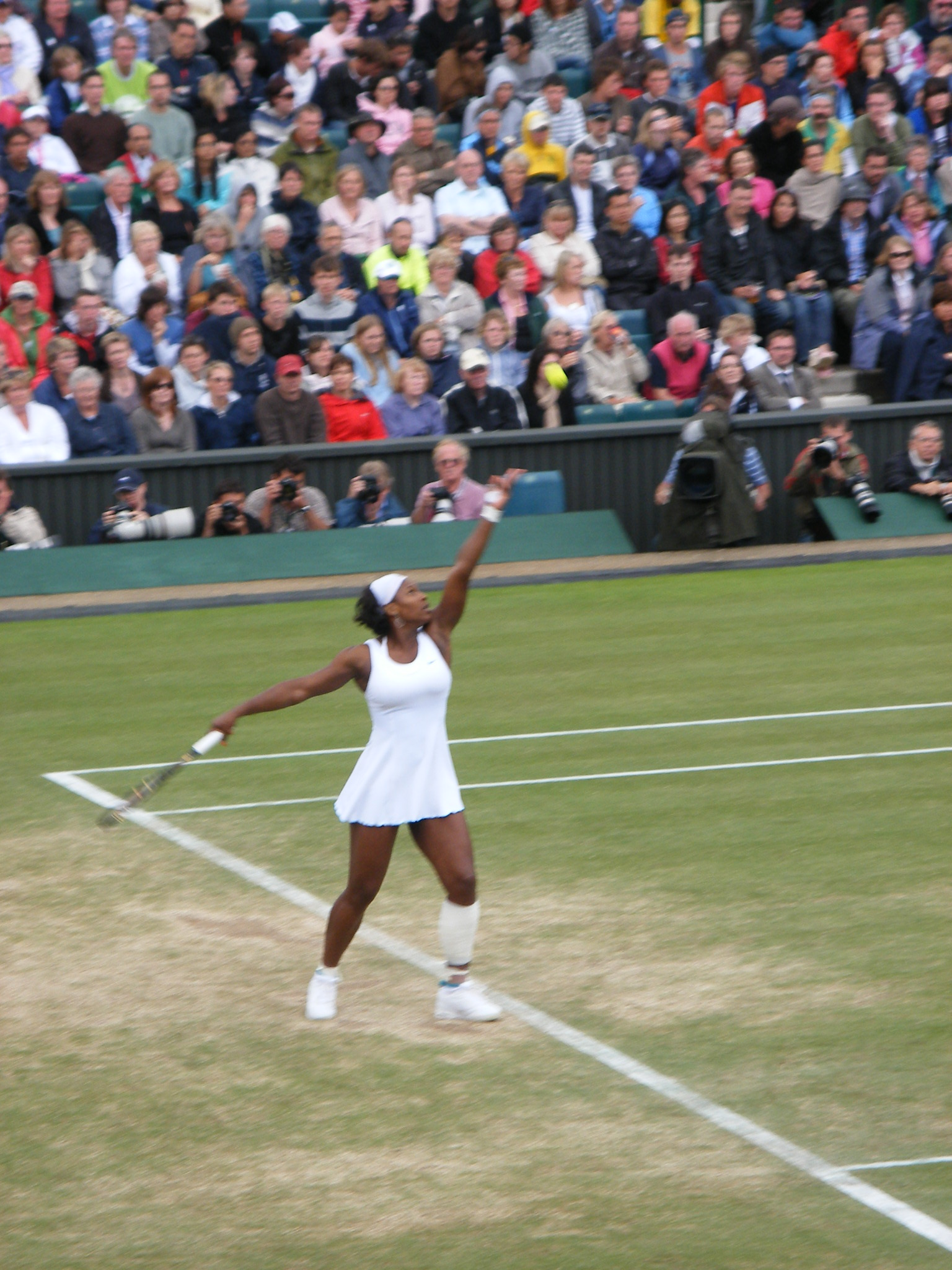
Serena Williams

A 2007-es wimbledoni teniszbajnokság az év harmadik Grand Slam-tornája, a wimbledoni teniszbajnokság 121. kiadása volt. 2007. június 15. és július 8. között rendezték meg London-ban.
A férfiak címvédője Roger Federer zsinórban ötödik wimbledoni győzelmét szerezte meg, a döntőben Rafael Nadalt legyőzve. A nőknél Venus Williams negyedszerre nyert wimbledonban, miután két játszmában legyőzte az élete első Grand-Slam-döntőjét játszó Marion Bartolit.

## Döntők

### Férfi egyes
Roger Federer -  Rafael Nadal 7-6(7), 4-6, 7-6(3), 2-6, 6-2

### Női egyes
Venus Williams -  Marion Bartoli 6-4, 6-1

### Férfi páros
Arnaud Clément /  Michaël Llodra -  Bob Bryan /  Mike Bryan 6-7(5), 6-3, 6-4, 6-4

### Női páros
Cara Black /  Liezel Huber -  Katarina Srebotnik /  Szugijama Ai 3-6, 6-3, 6-2

### Vegyes páros
Jelena Janković /  Jamie Murray -  Alicia Molik /  Jonas Björkman 6-4, 3-6, 6-1

## Juniorok

### Fiú egyéni
Donald Young def.  Uladzimir Ignacik 7-5, 6-1

### Lány egyéni
Urszula Radwańska def.  Madison Brengle 2-6, 6-3, 6-0

### Fiú páros
Daniel Lopez /  Matteo Trevisan def.  Roman Jebavý /  Martin Kližan 7-6(5), 4-6, [10]-[8]

### Lány páros
Anasztaszija Pavljucsenkova /  Urszula Radwańska def.  Doi Miszaki /  Nara Kurumi 6-4, 2-6, [10]-[7]